# الاحتلال السوفيتي لرومانيا

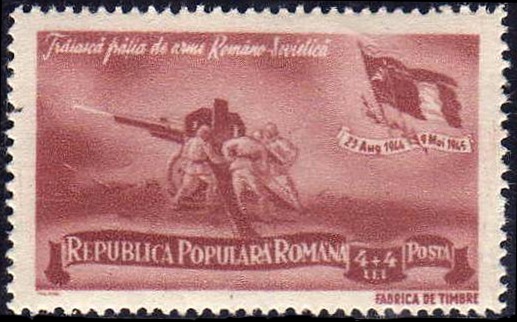

يشير الاحتلال السوفيتي لرومانيا إلى الفترة الممتدة من عام 1944 إلى أغسطس عام 1958، والتي حافظ خلالها الاتحاد السوفيتي على وجود عسكري كبير في رومانيا.
أثناء هجوم الجبهة الشرقية عام 1944، احتل الجيش السوفيتي ما كان يُعرف بمملكة رومانيا قبل الاحتلال العسكري. وقد جرى احتلال الجزء الشمالي الغربي من مولدافيا نتيجة النزاع المسلح الذي دار بين شهري أبريل وأغسطس من ذلك العام، بينما كانت رومانيا ما تزال حليفة لألمانيا النازية. واحتُلت بقية الأراضي بعد أن غيرت رومانيا تحالفها في الحرب العالمية الثانية، وأتى هذا التغيير نتيجة للانقلاب الملكي الذي قام به الملك مايكل في 23 أغسطس 1944. وفي ذلك التاريخ، أعلن الملك أن رومانيا قد أوقفت جميع الأعمال العسكرية ضد الحلفاء من جانب واحد وقبول عرض الهدنة من الحلفاء، ثم شاركوا في الحرب ضد قوى دول المحور. ولكن نظرًا إلى عدم تمديد عرض الهدنة الرسمي، فقد احتل الجيش الأحمر معظم رومانيا باعتبارها أرضًا عدوةً وذلك قبل التوقيع على هدنة موسكو في 12 سبتمبر 1944.
وفرت اتفاقية الهدنة لاحقًا معاهدات باريس للسلام لعام 1947 أرضيةً قانونيًة للوجود العسكري السوفيتي في رومانيا، الذي استمر حتى عام 1958، وبلغت ذروة هذا الوجود العسكري نحو 615000 جنديًا في عام 1946.
وصف المؤلفون السوفييت أحداث عام 1944 باسم «تحرير رومانيا من قبل الجيش السوفيتي المجيد» مثلما أشار إليه دستور رومانيا لعام 1952. لكن من ناحية أخرى، تستخدم معظم المصادر الرومانية والغربية مصطلح «الاحتلال السوفيتي لرومانيا»، وبعضها يستخدم المصطلح للفترة بأكملها من 1944 إلى 1958.

## خلفية الاحتلال وبدايته
بعد أن سحبت رومانيا قواتها من بيسارابيا وبوكوفينا الشمالية استجابةً للإنذار السوفيتي في يونيو 1940، تحالفت رومانيا مع ألمانيا النازية وأعلنت الحرب على الاتحاد السوفيتي. دخلت القوات الرومانية الحرب العالمية الثانية في عام 1941 في جزء من عملية بارباروسا، تحت القيادة العليا الألمانية. بعد استعادة القوات الرومانية للأراضي التي ضمها الاتحاد السوفيتي في عام 1940، احتلت جنوب أوكرانيا وصولاً إلى نهر بوك الجنوبي. ولكن انتهت الحملة الشرقية لرومانيا بشكل كارثي، لا سيما في ستالينغراد.
بحلول نهاية عام 1943، كان الجيش الأحمر قد استعاد السيطرة على معظم الأراضي السوفيتية، وتابع تقدمه غربًا خارج حدود الاتحاد السوفيتي لهزيمة ألمانيا النازية وحلفائها. وأثناء هذه المتابعة عبرت القوات السوفيتية إلى رومانيا واحتلت شمال وشرق مولدافيا.
في 23 أغسطس 1944، قام الملك مايكل بانقلاب أطاح فيه بحكومة يون أنتونيسكو المؤيدة للنازية، ووضع الجيش الروماني في صف الحلفاء. نتيجة لذلك كان الملك مايكل آخر ملك يفقد عرشه بسبب سياسة الستار الحديدي، في 30 ديسمبر 1947.
سهّل هذا الانقلاب تقدم الجيش الأحمر إلى رومانيا بوتيرة متسارعة، ومكّن الجيشين الروماني والسوفييتي مجتمعين من تحرير البلاد من الاحتلال الألماني. ولكن في غياب الهدنة الفعلية الموقعة، فقد واصلت القوات السوفيتية معاملة الرومانيين كقوة معادية. وجرى توقيع الهدنة بعد ثلاثة أسابيع، في 12 سبتمبر 1944، «وذلك وفقًا لشروط موسكو فعليًا»، وأصبح الانقلاب استسلامًا غير مشروط للسوفييت وبقية الحلفاء. في أعقاب أمر وقف إطلاق النار الذي أصدره الملك مايكل، أسر السوفييت ما بين 114 ألف و160 ألف جندي روماني دون مقاومة، واضطروا إلى السير نحو معسكرات الاعتقال البعيدة، الواقعة في الاتحاد السوفيتي؛ ووفقًا للناجين الذين جرت مقابلات معهم في فيلم وثائقي عام 2004، مات ما يصل إلى ثلث السجناء في الطريق.
بحلول 12 سبتمبر، كان الجيش الأحمر قد سيطر على جزء كبير من الأراضي الرومانية. بموجب شروط اتفاقية الهدنة مع الحلفاء، أصبحت رومانيا خاضعة لمفوضية الحلفاء، المؤلفة من ممثلي الاتحاد السوفيتي والولايات المتحدة والمملكة المتحدة، بينما هيمنت القيادة العسكرية السوفيتية على السلطة هناك بحكم الأمر الواقع. وقد أعيد ضم بيسارابيا وبوكوفينا الشمالية مرة أخرى إلى الاتحاد السوفيتي.

## الوثائق التأسيسية

### اتفاق الهدنة
تنص المادة 3 من اتفاقية الهدنة مع رومانيا (الموقعة في موسكو في 12 سبتمبر 1944) على ما يلي:
ستضمن الحكومة والقيادة العليا لرومانيا لمرافق القوات السوفيتية وغيرها من قوات الحلفاء حرية الحركة على الأراضي الرومانية في أي اتجاه إذا تطلب الوضع العسكري، وتقدم الحكومة والقيادة العليا لرومانيا كل مساعدة ممكنة لمثل هذه الحركة من خلال وسائل اتصالاتهم وعلى نفقتهم الخاصة على الأرض وفي الماء والجو.
المادة 18 من نفس الاتفاق تنص على ما يلي:
إنشاء مفوضية الحلفاء التي تتولى تنظيم تنفيذ الشروط الحالية ومراقبتها –حتى التوصل إلى السلام- في ظل التوجيه العام وأوامر قيادة الحلفاء (السوفييت) العليا، بالنيابة عن قوى الحلفاء.
في ملحق المادة 18، جرى توضيح ما يلي:
يجب على الحكومة الرومانية وأجهزتها الوفاء بجميع تعليمات مفوضية الحلفاء الناشئة عن اتفاق الهدنة.
وأن يكون لمفوضية الحلفاء مقر في بوخارست.
وتماشيًا مع المادة 14 من اتفاقية الهدنة، تُستحدث محكمتان شعبيتان لمحاكمة مجرمي الحرب المشتبه بهم، إحداهما في بوخارست والأخرى في كلوج.
كان المفوضون الموقعون على الهدنة المشار إليهم هم:
- قوى الحلفاء: «ممثلين بالقيادة العليا للحلفاء (السوفيتية)، مارشال الاتحاد السوفيتي أر. واي. مالينوفسكي، المفوض حسب الأصول من قبل حكومات الولايات المتحدة الأمريكية والاتحاد السوفيتي والمملكة المتحدة».
- رومانيا: «وزير الدولة ووزير العدل ل. بوترشكانو، نائب وزير الداخلية، ومساعد جلالة ملك رومانيا الجنرال د. داماتشانو، والأمير ستيربي، والسيد ج. بوب».

### معاهدات باريس للسلام 1947
توقف العمل باتفاقية الهدنة في 15 سبتمبر 1947، حيث دخلت معاهدة باريس للسلام مع رومانيا حيز التنفيذ. تنص الفقرة 1 من المادة 21 من المعاهدة الجديدة على الأساس القانوني للوجود العسكري السوفيتي المستمر غير المحدود في رومانيا:
عند بدء نفاذ هذه المعاهدة، تنسحب جميع قوات التحالف من رومانيا، خلال فترة 90 يومًا، ويخضع ذلك لحق الاتحاد السوفيتي في الاحتفاظ بالقوات المسلحة في الأراضي الرومانية بما قد يحتاج إليه من صيانة خطوط اتصال الجيش السوفيتي مع المنطقة التي يحتلها السوفييت في النمسا.
ترأس الوفد الروماني في مؤتمر باريس وزير الخارجية جورجي تيتوريسكو. ووقعت معاهدة السلام مع رومانيا في 10 فبراير 1947، في صالون دو لورلوج التابع لوزارة الخارجية. على الجانب الروماني، كان الموقعون الأربعة هم جورجي تيتوريسكو ولوكريسيو بوترشكانو وشتيفان فويتيك ودوميترو داماتشانو. ومن بين الموقعين نيابة عن قوات الحلفاء كان وزير خارجية الولايات المتحدة جيمس ف. بيرنز، ووزير الخارجية السوفيتي فياتشيسلاف مولوتوف، ووزير الدولة البريطاني للشؤون الخارجية والكومنولث إرنست بفين.